# برماچ
برماچ (انگلیسی: Bremach) شرکت صنایع سنگین ایتالیایی است، که در سال ۱۹۵۶ تأسیس شد.